# Physoceras mesophyllum
Physoceras mesophyllum är en orkidéart som först beskrevs av Rudolf Schlechter, och fick sitt nu gällande namn av Rudolf Schlechter. Physoceras mesophyllum ingår i släktet Physoceras och familjen orkidéer. Inga underarter finns listade i Catalogue of Life.